# Pentameró
El Pentameró (del grec πέντε [penti], 'cinc'; i ἡμέρα [hêméra], 'dia'), el nom original del qual en napolità és El cunto de li cunti overo el trattenemiento de peccerille (El conte dels contes, o el entreteniment dels petits), és una col·lecció de contes de fades populars, elaborada pel poeta i cortesà italià Giambattista Basile (ca. 1570-1632), comte de Torrone, escrita en napolità i publicada de manera pòstuma a Nàpols en cinc toms, del 1634 al 1636, amb el pseudònim anagramàtic de Gian Alesio Abbattutis.

## Geografia de les històries
La publicació pòstuma de l'obra la va fer Adriana Basile, germana de l'autor. Allò quant va ser retitulat com "el Pentameró" per primera vegada en l'edició de 1674, perquè està construït de manera similar al model del Decamerone de Boccaccio (1353): 49 dels 50 relats són introduïts per un primer relat que els serveix d'enquadrament, en què un grup de persones, durant cinc jornades, expliquen històries. Encara que ja altres recopilacions de relats havien inclòs contes "de fades" (com Les nits agradables de Straparola), la de Basile és la primera les històries de la qual pertanyen, totes elles, a aquesta categoria.
Basile va registrar i va adaptar històries que es creu li van ser transmeses oralment principalment als voltants de Creta i Venècia. Si bé Basile no les transmet textualment de la tradició oral (com ho faria un recopilador modern), les escriu al dialecte i en molts aspectes va ser el primer escriptor a preservar trets de l'oralitat.. D'altra banda, molts dels contes que figuren al Pentameró constitueixen les versions més antigues de què es tingui notícia.

### Contes de fades del Pentameró
Són 50 contes explicats durant 5 dies, 10 cada dia. Molts són contes de llarga tradició oral, modificats i adaptats. Alguns són molt coneguts, i van ser posteriorment també adaptats per Charles Perrault i els germans Grimm.
- Primer dia:
- # Lo cunto de l'uerco (El conte de l'ogre)
- # La mortella (El mirt)
- # Peruonto
- # Vardielo
- # La puça
- # La gatta cenerentola (La ventafocs)
- # El mercant (El mercader)
- # La facce de crapa (Cara de cabra)
- # La cerva fatata (La cérvola encantada)
- # La vecchia scorticata (La vella escorxada)
- Segon dia:
- # Petrosinella (Jalivert o Verdesola: Rapunzel)
- # Verd prato (Verd pastura)
- # Viola
- # Cagliuso (Cagliuso: El Gat amb Botes)
- # El serp (La serp)
- # L'orsa (L'óssa)
- # La palomma (El colom)
- # La schiavottella (L'esclaveta: Blancaneu)
- # El catenaccio (El candau)
- # Ho compareu
- Tercer dia:
- # Cannetella (Canella)
- # La Penta mà-mozza (Penta la manca)
- # El viso (El rostre)
- # Sappia Licarda
- # El scarafona, el soreix i el grill (L'escarabat, el rosegador i el grill)
- # La serva d'aglie (La plantació d'alls)
- # Corvette
- # Lo 'ngnorante (L'ignorant)
- # Rosella
- # Le tre fate (Les tres fades: El pou màgic)
- Quart dia:
- # La preta del gall (La pedra del gall)
- # Li dui fratielle (Els dos germans)
- # Li tre ri animal (Els tres reis animals)
- # Le sette catenelle (Les set escorces de cansalada: La filera)
- # El dragone (El drac)
- # Le tre corone (Les tres corones)
- # Li doie pizzelle (Les dues tortitas)
- # Li sette palommielle (Els set colomins)
- # El corb (El corb)
- # La soperbia casticata (La supèrbia castigada)
- Cinquè dia:
- # La papara (L'oca)
- # Li mise (Els mesos)
- # Pinto Smauto (Esmalt Esplendorós)
- # El turç d'or (El tronc d'or)
- # Sole, Lluna i Talia (Talia, Sol i Lluna : La bella dorment)
- # La Sapia
- # Li cinc figlie (Els cinc fills)
- # Ninnillo i Nennella (Hansel i Gretel)
- # Le tre cetra (Les tres cidres o Les tres toronges)
- # El desenllaç dels contes

## Influència
Com que l'obra original es va publicar en napolità, la seva difusió va ser limitada. El nord d'Europa pràcticament la va desconèixer durant els dos segles subsegüents, però els Germans Grimm, a la tercera edició de Contes de la infància i de la llar (Kinder- und Hausmärchen, 1837), expliciten la seva estima per ella com a primera col·lecció "nacional" de contes populars, que concordava amb els seus punts de vista nacionalistes romàntics i capturaven la veu napolitana. L'obra de Basile, després, començarà a suscitar un interès ampli.
| «               | « La col·lecció [del Pentamerón de Basile] durant molt de temps va ser la millor i més rica que s'ha trobat a cap nació. No només les tradicions d'aquesta època eren molt completes en si mateixes, sinó que l'autor tenia un talent especial per recollir-les a part d'un coneixement íntim del dialecte. Les històries s'expliquen pràcticament sense ruptures, i el to, almenys als contes napolitans, es captura a la perfecció […] Per tant, podem considerar aquesta recopilació de 50 contes com la base de moltes altres doncs, encara que aquest no va ser realment el cas i si bé, en efecte, no se la va conèixer fora del país on va aparèixer i mai no es va traduir al francès, té, però, la importància d'una base, amb la que s'hi està en deute a causa de la coherència de les tradicions. D'aquests contes, dues terceres parts dels episodis principals es poden trobar a Alemanya, i són molt coneguts en aquest país avui dia. Basile no ha permès cap alteració i fins i tot pràcticament cap addició important, i això és el que dona un valor especial a la seva obra. » — Wilhelm Grimm.. | » |
| — Wilhelm Grimm | |   |

Algunes de les històries del Pentameró van ser adaptades més tard per Charles Perrault i els Germans Grimm (per exemple en relats com Ventafocs, Rapunzel, el Gat amb Botes, Blancaneus, la Bella Dorment i Hansel i Gretel).
Els contes de Giambattista Basile s'estableixen a Basilicata i Campània, on va passar la major part de la seva vida als nobles locals. Entre els llocs relacionats amb les històries que ens trobem amb la ciutat d' Acerenza i el Castel Lagopesole, aquest darrer connectat amb el conte de fades de Rapunzel. Aviat per obrir al Museu de la ciutat de conte de fades d'Acerenza

## Estil
L'estil dels relats és molt barroc, amb molts usos metafòrics, Això va ser interpretat com una sàtira d'aquest estil, però atès que Basile l'utilitza també en altres obres, sembla que en realitat no existeix tal intenció irònica.

## Traduccions
- Basile, Giambattista; Prólogo y traducción del italiano César Palma, introducción Benedetto Croce. Pentamerón.  Ediciones Siruela, 2019 (Colección Las Tres Edades/ Biblioteca de Cuentos Populares 26). ISBN 978-84-17624-95-8.